# Zenon Jakubowski
Zenon Jakubowski (ur. 18 lipca 1925 w Piaskach, zm. 15 sierpnia 2003) – polski historyk, badacz dziejów Milicji Obywatelskiej.

## Życiorys
W Milicji Obywatelskiej służył od 1945, najpierw w Gdańsku, od 1947 w Kwidzynie. Od 1950 pracownik Komendy Głównej MO. Od 1954 redaktor pisma W służbie narodu. Od 1972 pracownik Akademii Spraw Wewnętrznych, był dyrektorem Instytutu Porządku Publicznego i Szkolenia Bojowego (1972−1989), Instytutu Społeczno-Politycznych (październik 1989 – marzec 1990), w październiku 1989 został równocześnie zastępcą komendanta Wydziału Polityczno-Prawnego Akademii Spraw Wewnętrznych. Autor haseł w Słowniku biograficznym działaczy polskiego ruchu robotniczego.

## Wybrane publikacje
- Wybrane zagadnienia służby zewnętrznej: podręcznik dla funkcjonariuszy MO, pod red. J. Starościaka, Z. Jakubowskiego i B. Skutelego, Warszawa: Oddział Szkolenia KGMO 1965.
- Franciszek Jóźwiak-Witold: życie i działalność, Warszawa: Departament Szkół i Doskonalenia Zawodowego Ministerstwa Spraw Wewnętrznych 1974.
- Jubileusz 30-lecia Milicji Obywatelskiej i Służby Bezpieczeństwa, Warszawa: MON 1974.
- Franciszek Jóźwiak – Witold: życie i działalność, Warszawa: Państwowe Wydawnictwo Naukowe 1978.
- (współautor: Władysław Góra), Z dziejów organów bezpieczeństwa i porządku publicznego w województwie lubelskim 1944–1948, Lublin: Wydawnictwo Lubelskie 1978.
- Na straży ładu i porządku publicznego, Warszawa: Zarząd Propagandy i Agitacji Głównego Zarządu Politycznego WP 1979.
- Generał Franciszek Jóźwiak – „Witold” (1895–1966), Warszawa: MON 1980.
- Milicja Obywatelska (1944–1948), Warszawa: Departament Szkolenia i Doskonalenia Zawodowego MSW 1983.
- Milicja Obywatelska w latach 1944–1956, Warszawa: ASW 1984.
- Materiały na II konferencję naukową bezpieczeństwa ruchu drogowego, red. nauk. Zenon Jakubowski, Kazimierz Straszewski, Warszawa: ASW 1985.
- W służbie ludowej Ojczyzny i społeczeństwa: w obronie ładu i porządku społecznego, pod red. Zenona Jakubowskiego, Łódź: Wojewódzki Urząd Spraw Wewnętrznych 1986.
- Patologia społeczna przedmiotem dydaktyki, badań i pisarstwa naukowego w ASW: materiały z konferencji naukowej zorganizowanej 14 listopada 1986 r., Warszawa: ASW 1987.
- Milicja Obywatelska 1944–1948, Warszawa: PWN 1988.
- Ochrona dzieł sztuki w Polsce: materiały z konferencji naukowej w ASW 18–19 maja 1989 r., red. nauk. Zenon Jakubowski, Stanisław Ziembiński, Warszawa: ASW 1990.